# 怀疑论
懷疑主義通常是對一個或多個假定的知識實例的質疑態度或懷疑，這些實例被斷言僅僅是信仰或教條。 形式上，懷疑論是哲學中的一個話題，尤其是在認識論之中。更非正式地，懷疑主義作為質疑或懷疑的表達可以應用於任何主題，例如政治、宗教或偽科學。它通常應用於受限領域，例如道德（道德懷疑論）、有神論（對神靈存在的懷疑論）或超自然。
哲學懷疑有多種形式。哲學懷疑論的激進形式否認“知識或理性信念是可能的，並敦促我們對許多或所有有爭議的問題暫緩判斷”。更溫和的哲學懷疑論只聲稱沒有什麼是確定無疑的，或者我們對非經驗事物知之甚少或一無所知，例如上帝是否存在，人類是否有自由意志，或者是否有來世。哲學懷疑論是一種要求所有論點或資訊，都要充份地被理據所支持的整全方式。傳統西方哲學懷疑論衍生自希臘文“Skeptikoi”，即指向“任何事物都不加以斷言”的概念。皮浪主義（部分地與可謬論相類）的擁護者，放棄在任何研究中定下判斷。懷疑論者甚或會對自我感觀的真實性抱懷疑的態度。
懷疑主義還激發了許多當代社會運動。宗教懷疑論主張對基本的宗教原則表示懷疑，例如不朽、天意和啟示。 科學懷疑主義主張檢驗信念的可靠性，通過使用科學方法對信念進行系統調查，為它們發現經驗證據。

## 定義
日常使用的情况下，怀疑论可以指：
1. 一种态度或倾向。普遍怀疑，或者对某些具体的对象进行怀疑。
2. 一些信条，声称真知识或某些具体知识是不确定的。
3. 一种方法，包括悬置判断，具体怀疑，或有怀疑特色地批判。

在哲学上，怀疑论可以指：
1. 问询的方式，强调彻底而批判地审查，小心谨慎，以及智力上的严密。
2. 一种方法，通过系统怀疑和持续测试来获取知识。
3. 一些断言，关于人类知识的界限，以及对这些界限正确的回应。

## 哲學懷疑論
有關哲學懷疑論，皮浪主義對命題的真實性抱不聞不問或回避的態度。哲學懷疑論者並非主張真理是不可能存在的（因這本身將是一個真理宣稱），反之它提議“懸擱信念”。這標誌一般被用作形容與哲學懷疑論相類的哲學理念，以學術懷疑論作例子，柏拉圖主義的其中一個古老派別聲稱真實的認知是不可能的。經驗主義與哲學懷疑論有密切的關係，但並非直接的相同。經驗主義者視經驗主義為哲學懷疑論與規律性科學之間的務實性妥協；哲學懷疑論則反為可被了解為“極端化的經驗主義”。
西方哲學懷疑論起源於古希臘哲學。公元前5世紀的希臘部分詭辯家（Sophist）同是懷疑論支持者。
厄利斯的皮浪（公元前365－275年）被認為是懷疑論鼻祖。他前往印度，並研究了“天衣派信徒”（gymnosophists，可翻為“智慧的赤裸情人”）。他從那裡得到了“沒有甚麼是可被肯定地被認知”的想法。人的感觀很容易被矇騙，而一切的道理也很容易因人的慾望而被歪曲。皮浪主義是一個屬懷疑論的學派，被他的追隨者埃奈西德穆（Aenesidemus）在公元前一世紀創立，並在2世紀後期或公元3世紀早期被塞克圖斯經驗派記錄。隨後，阿爾克西拉烏斯（約公元前315－241年）和卡爾內阿德斯（約公元前213－129年）以“沒有事物能被絕對肯定”的概念批判絕對真理和謬誤的概念為，發展更多的理論導向。卡爾內阿德斯批判了教條主義者的觀點，尤是斯多葛學派的支持者，聲稱知識的絕對性肯定是不可能的。塞克圖斯經驗派（主後200年）希臘懷疑論的主要機構，進一步的發展，結合了經驗主義的精神到基礎的知識。
希臘懷疑論者批判斯多葛學派，指責他們傾於教條主義。對於懷疑論者，論證的邏輯模式是不能成立的，因為要是沒有可依據的外來的命題，它本身命題的對錯就會難以定斷。這是一種回溯式論證的說法，即每一個主張必須依靠其他主張，以保持其有效性（見阿格里帕懷疑論者的五個比喻）。此外，懷疑論者認為，兩個命題不能互相依靠，因為這將建立出一個循環論證。對於懷疑者，這樣的邏輯是故此成為對真理不充分的量度，亦因為他們認為已經達至解決了而可能造成許多問題。但真理並非必然地無法達到的，也可能是一個尚未以純粹的形式存在的概念。雖然懷疑論被指控否認真理的可能性，但事實上，它只是以批判的態度揭示邏輯學並沒有真實地發現真理。
在伊斯蘭哲學，懷疑論由穆罕默德·安薩里（1058－1111）建立，作為早期伊斯蘭教神學院的伊斯蘭教神學的一部分，其懷疑論的方法論與笛卡兒所用的有多處類近的地方。
出於對懷疑論的忌諱，勒內·笛卡兒開始了他的第一哲學沉思集，建基於他自我的認知，試圖尋找一個不容置疑的真理。「我思故我在」這個理論於及後成為了他所能發現的真理，但在這以先，他也曾概括地關注懷疑論中有關做夢和激進詭計的討論。
大衛·休謨的哲學歸類為徹底的懷疑主義，并提出了怀疑主义的经典问题之一归纳问题。
皮埃爾·樂·莫旺（Pierre Le Morvan）於2011年分辨出三大種哲學方法以處理懷疑論的課題。第一種方法他命名為“貼膜方法”（Foil Approach）。根據這種方法，懷疑被視為一個有待解決的問題，或將要面對的挑戰，或需要被招架的威脅。如此，懷疑論的價值，只是一個對比式的啟發，以襯托出甚麼是真正的知識所要求的及信仰上的辯解。第二種方法他命名為“繞道方法”（Bypass Approach），即認為懷疑論是繞過作為認識論的核心問題。樂莫旺主張第三個方法——他稱它為“健康方法”——探討懷疑論甚麼時候較為健康無害，或甚麼時候它是良性或惡性的。

## 科學懷疑論
科學（或經驗）懷疑論者是在科學認知的基礎上質疑信仰。大部分存科學懷疑論的科學家會通過富系統性的調查和各類科學化的方法，測試某一種主張的可靠性。結果是，當一些主張被發現不當地應用或忽略科學化的基本方法時，它們就會被界定為“偽科學”。科學懷疑論因此或會放棄一些超越理解的觀察、超越系統性的領域、和測試性的經驗。

## 宗教懷疑論
宗教懷疑論主要是向一些已既定的宗教信仰和宗教宣稱抱懷疑的態度。在歷史中，宗教懷疑論可被追溯到對不同信仰作出懷疑的蘇格拉底。現代宗教懷疑論更為重視科學性和歷史性的方法或證據。按邁克爾·舍默（Michael Shermer）的說法，宗教懷疑論主要是一個發現真理的過程，多於純粹的普遍地否定一切。基於這個原因，宗教懷疑論者或會相信耶穌的存在，但同時質疑他是彌賽亞或創造奇蹟的說法（可參照Historicity of Jesus）。宗教懷疑論是異於無神論或不可知論，儘管這些學說經常會涉及對宗教和哲學神學的懷疑態度（如有關對神的全能屬性的討論）。有信仰人士普遍對其他宗教的說法持懷疑的態度，尤是當兩個宗教在某些信仰立場持不同立場和衝突的時候。此外，他們同時也可能會懷疑無神論者所作出的聲明的，正如歷史學家威爾·杜蘭特寫道：有關柏拉圖，他“不論是對無神論或是任何其他的教條，都抱有懷疑的態度”。

### 懷疑論延伸
- 模擬理論
- 不可知論
- 缸中之脑
- 莊周夢蝶
- 归纳问题

### 類似論點
- 陰謀論

## 扩展阅读
- Wilson, Richard. . Icon. 2009  [2020-10-04]. ISBN 9781848310520. （原始内容存档于2020-08-19） （英语）.
- Popkin, Richard H. . Oxford University Press, US. 2003  [2020-10-04]. ISBN 9780198026716. （原始内容存档于2020-09-13） （英语）.
- Bury, Robert Gregg. . Harvard University Press. 1933  [2020-10-04]. ISBN 9780674993013. （原始内容存档于2020-09-24） （英语）.
- Empiricus, Sextus; Annas, Julia; Barnes, Jonathan. . Cambridge University Press. 2000-07-20  [2020-10-04]. ISBN 9780521778091. （原始内容存档于2020-08-19） （英语）.
- Burnyeat, Myles. . University of California Press. 1983  [2020-10-04]. ISBN 9780520037472. （原始内容存档于2020-09-08） （英语）.
- Rosa L; Rosa E; Sarner L; Barrett S. . JAMA. 1998-04-01, 279 (13): 1005–1010. ISSN 0098-7484. PMID 9533499. doi:10.1001/jama.279.13.1005.
- Novella, Steven. . Hodder & Stoughton. 2018  [2020-10-04]. ISBN 9781473696419. （原始内容存档于2020-09-07） （英语）.